# Philippi
Philippi of Filippi (Grieks: Φίλιπποι, Philippoi) was een stad in het antieke Macedonië. De stad werd gesticht door en genoemd naar Philippos II van Macedonië en later door de Romeinen veroverd. De stad had een strategische ligging aan de Via Egnatia, de hoofdweg van Rome naar Constantinopel. De stad werd na de verovering door de Ottomaanse Turken in de 14e eeuw verlaten. De ruïnes bevinden zich 20 km ten noordwesten van Kavála.

## Philippi tijdens het Romeinse rijk
In oktober 42 v.Chr. vond bij deze plaats een veldslag plaats tussen de troepen van het Tweede triumviraat, geleid door Marcus Antonius en Octavianus (de latere keizer Augustus) enerzijds en Brutus en Cassius (de moordenaars van Julius Caesar) anderzijds. De slag bestond eigenlijk uit twee delen. In de eerste slag, begin oktober, werd Cassius door Marcus Antonius verslagen, terwijl Brutus Octavianus overwon. Cassius pleegde op 3 oktober zelfmoord nadat hij het foutieve bericht van Brutus' nederlaag had gekregen. Drie weken later, op 23 oktober, werd Brutus verslagen door Marcus Antonius. Brutus pleegde hierop zelfmoord, waardoor het Tweede Triumviraat de macht kreeg over de Romeinse wereld.

## Vroege christendom in Philippi

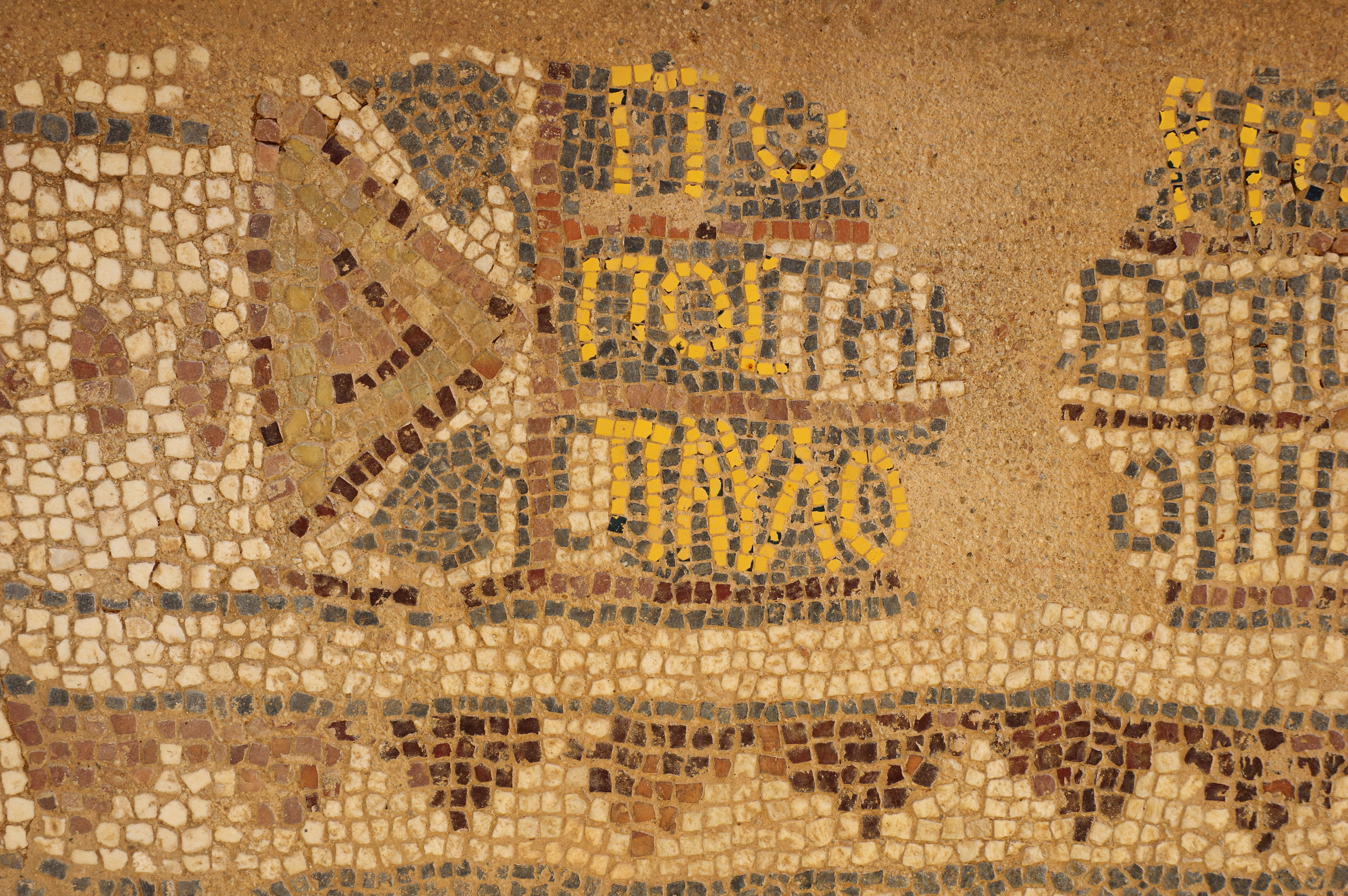
Vloermozaïek met de naam van Paulus, Octagonal Basilica

Rond 49/50 n.Chr. stichtte de apostel Paulus in Philippi zijn eerste gemeente op Europese bodem (Handelingen 16:11-40). Volgens het Nieuwe Testament bezocht Paulus Philippi nog twee keer: in 56 en 57. Rond 61-62 schreef Paulus zijn Brief van Paulus aan de Filippenzen.
Uit een brief van Polycarpus van Smyrna aan de Filippenzen uit ca. 160 en grafschriften uit dezelfde periode blijkt dat Philippi een belangrijke plaats was in de ontwikkeling van het vroege christendom. De eerste kerk die in de stad wordt beschreven, is een klein gebouw dat oorspronkelijk waarschijnlijk een klein gebedshuis was. Deze "basiliek van Paulus", te herkennen aan een mozaïekinscriptie op de vloer, wordt gedateerd rond 343 door een vermelding door de bisschop Porphyrios, die dat jaar het Concilie van Sardica bijwoonde. Aan het eind van de 5e eeuw werd op die plaats een kathedraal gebouwd.
Akropolis van Athene · Oude stad Corfu · Historisch centrum met klooster van de Heilige Johannes "de Theoloog" en grot van de Apocalyps op het eiland Patmós · Tempel van Apollon Epikourios · Athos · Delos · Delphi · Heiligdom van Asklepios in Epidaurus · Vroeg-christelijke en byzantijnse monumenten in Thessaloniki · Kloosters van Dafni, Osios Loukas en Nea Moni · Meteora · Middeleeuwse stad Rhodos · Archeologisch Mycene en Tiryns · Archeologisch Mystras · Archeologisch Olympia · Pythagoreion en Heraion van Samos · Archeologische site van Aigai · Archeologische site van Philippi